# Parrocchie civili del Lancashire
Questa è una lista delle parrocchie civili del Lancashire, Inghilterra.

## Blackburn with Darwen
Blackburn e Darwen non sono coperte da parrocchie.
- Eccleshill
- Livesey
- North Turton
- Pleasington
- Tockholes
- Yate and Pickup Bank

## Blackpool
Blackpool non è coperta da parrocchie.

## Burnley
Burnley non è coperta da parrocchie.
- Briercliffe-with-Extwistle  (as "Briercliffe")
- Cliviger
- Dunnockshaw and Clowbridge  (as "Dunnockshaw")
- Habergham Eaves
- Hapton
- Ightenhill
- Padiham (town) (2002)
- Worsthorne-with-Hurstwood

## Chorley
Chorley non è coperta da parrocchie.
- Adlington (town)
- Anderton
- Anglezarke
- Astley Village
- Bretherton
- Brindle
- Charnock Richard
- Clayton-le-Woods
- Coppull
- Croston
- Cuerden
- Eccleston
- Euxton
- Heapey
- Heath Charnock
- Heskin
- Hoghton
- Mawdesley
- Rivington
- Ulnes Walton
- Wheelton
- Whittle-le-Woods
- Withnell

## Fylde
Parte di Lytham St Annes non è coperta da parrocchie.
- Bryning-with-Warton
- Elswick
- Freckleton
- Greenhalgh-with-Thistleton
- Kirkham (town)
- Little Eccleston-with-Larbreck
- Medlar-with-Wesham (town)
- Newton-with-Clifton
- Ribby-with-Wrea
- St Anne's on Sea (town) (2005)
- Singleton
- Staining
- Treales, Roseacre and Wharles
- Weeton-with-Preese
- Westby-with-Plumptons

## Hyndburn
Accrington, Church, Clayton-le-Moors, Great Harwood, Oswaldtwistle e Rishton non sono coperte da parrocchie.
- Altham

## Lancaster
Lancaster e Morecambe and Heysham non sono coperte da parrocchie.
- Arkholme-with-Cawood
- Bolton-le-Sands
- Borwick
- Burrow-with-Burrow
- Cantsfield
- Carnforth (town)
- Caton-with-Littledale
- Claughton
- Cockerham
- Ellel
- Gressingham
- Halton-with-Aughton
- Heaton-with-Oxcliffe
- Hornby-with-Farleton
- Ireby
- Leck
- Melling-with-Wrayton
- Middleton
- Nether Kellet
- Over Kellet
- Over Wyresdale
- Overton
- Priest Hutton
- Quernmore
- Roeburndale
- Scotforth
- Silverdale
- Slyne-with-Hest
- Tatham
- Thurnham
- Tunstall
- Warton
- Wennington
- Whittington
- Wray-with-Botton
- Yealand Conyers
- Yealand Redmayne

## Pendle
L'intero distretto è coperto da parrocchie.
- Barley-with-Wheatley Booth
- Barnoldswick (town)
- Barrowford
- Blacko
- Bracewell and Brogden
- Brierfield (town)
- Colne (town)
- Earby
- Foulridge
- Goldshaw Booth
- Higham-with-West Close Booth
- Kelbrook and Sough
- Laneshaw Bridge
- Nelson (town)
- Old Laund Booth
- Reedley Hallows
- Roughlee Booth
- Salterforth
- Trawden Forest

## Preston
Fulwood e Preston non sono coperte da parrocchie.
- Barton
- Broughton-in-Amounderness
- Goosnargh
- Grimsargh
- Haighton
- Lea and Cottam
- Whittingham
- Woodplumpton

## Ribble Valley
L'intero distretto è coperto da parrocchie.
- Aighton, Bailey and Chaigley
- Balderstone
- Bashall Eaves, Great Mitton and Little Mitton
- Billington and Langho
- Bolton-by-Bowland
- Bowland Forest Higher Division
- Bowland Forest Lower Division
- Bowland-with-Leagram
- Chatburn
- Chipping
- Clayton-le-Dale
- Clitheroe (town)
- Dinckley
- Downham
- Dutton
- Easington
- Gisburn Forest
- Gisburn
- Grindleton
- Horton
- Hothersall
- Longridge (town)
- Mearley
- Mellor
- Middop
- Newsholme
- Newton-in-Bowland
- Osbaldeston
- Paythorne
- Pendleton
- Ramsgreave
- Read
- Ribchester
- Rimington
- Sabden
- Salesbury
- Sawley
- Simonstone
- Slaidburn
- Thornley-with-Wheatley
- Twiston
- Waddington
- West Bradford
- Whalley
- Wilpshire
- Wiswell
- Worston

## Rossendale
Bacup, Haslingden e Rawtenstall non sono coperte da parrocchie.
- Whitworth (town)

## South Ribble
Leyland e Walton-le-Dale non sono coperte da parrocchie.
- Cuerdale
- Farington
- Hutton
- Little Hoole
- Longton
- Much Hoole
- Penwortham (town)
- Samlesbury

## West Lancashire
Parte di Ormskirk e Skelmersdale and Holland non sono coperte da parrocchie.
- Aughton
- Bickerstaffe
- Bispham (parish meeting)
- Burscough
- Dalton
- Downholland
- Great Altcar
- Halsall
- Hesketh-with-Becconsall
- Hilldale (1999)
- Lathom
- Lathom South
- Newburgh
- North Meols
- Parbold
- Rufford
- Scarisbrick
- Simonswood (prima del 1994 nel Merseyside)
- Tarleton
- Upholland
- Wrightington

## Wyre
Fleetwood, Poulton-le-Fylde e Thornton Cleveleys non sono coperte da parrocchie.
- Barnacre-with-Bonds
- Bleasdale
- Cabus
- Catterall
- Claughton-on-Brock
- Forton
- Garstang (town)
- Great Eccleston
- Hambleton
- Inskip-with-Sowerby
- Kirkland
- Myerscough and Bilsborrow (2003)
- Nateby
- Nether Wyresdale
- Out Rawcliffe
- Pilling
- Preesall (town)
- Stalmine-with-Staynall
- Upper Rawcliffe with Tarnacre
- Winmarleigh

## Fonti
- Office for National Statistics (ONS) - Liste geografiche, su statistics.gov.uk. URL consultato l'11 gennaio 2009 (archiviato dall'url originale il 5 febbraio 2005).
- Consigli di Parrocchia del Lancashire, su lancashireparishcouncils.gov.uk. URL consultato l'11 gennaio 2009 (archiviato dall'url originale il 7 febbraio 2009).